# Patrick Verley
Pour les articles homonymes, voir Verley.
Patrick Verley, né en 1944, est un historien français. Jusqu'à sa retraite en 2009, il a occupé la chaire d'histoire économique internationale à l'Université de Genève.

## Biographie
Ancien élève de l’École Normale supérieure de la rue d'Ulm (L1964-1969), il fait des études d'histoire, d’économie et d’allemand. Agrégé d’histoire (1968), puis docteur d’État en 1997, il est d'abord maître  de  conférences  à  l'université Paris 1, puis professeur des universités à l’Université Paris 8 jusqu’en 2000, où il devient professeur à l’Université de Genève.  
Il est spécialiste de l'histoire économique des XVIIIe et XIXe siècles et plus particulièrement de la Révolution industrielle. Il est professeur d'histoire économique à l'université de Genève et féru de statistiques précises sur l'histoire économique.
Il enseigne l’histoire économique internationale (XIXe – XXe siècles), jusqu’à sa retraite en 2009. Il a aussi enseigné dans les universités de Paris 10, Paris 13, à l’École nationale supérieure de la statistique, à l’École française de Moscou et à l’École française de Saint-Pétersbourg. Il a également été vice-président du Conseil national des universités.

## Thèmes de recherche
Dans La Révolution industrielle (1997), Patrick Verley étudie la naissance de l'industrie en milieu rural et urbain, ainsi que la proto-industrialisation qui essaime en France, en Angleterre, en terre allemande et en Flandre (dans cette dernière région, dès le XVIIe siècle, autour de Leyde et de Delft). Au XVIIIe siècle, la Flandre est une "immense filature rurale", avec près de 100 000 fileuses.
Verley a aussi montré que l’industrie naissante ne devait pas beaucoup à l’accumulation primitive du capital dans l’agriculture, les transferts se faisant plutôt en sens inverse. En effet, les profits industriels (ou proto-industriels) furent employés à acheter des châteaux, des domaines et des terres, pour des raisons de prestige social.
Dans  les  années  1990,  en collaboration avec ses collègues Alain  Plessis  et  André  Strauss, il développe l’étude des marchés financiers, alors assez balbutiante (en dehors des travaux sur la City de Londres).

## Publications
- La révolution industrielle (1997)
- L'échelle du monde, Essai sur l'industrialisation de l'Occident, (1997)[4]Histoire
- La première révolution industrielle, 1750-1880, (1999)
- Nouvelle histoire économique de la France contemporaine, tome 2 l’industrialisation 1830-1914, (2003)
- Exportations et croissance économique dans la France des années 1860, Annales E.S.C. (1988)
- Entreprises et entrepreneurs du XVIIIe siècle au début du XXe siècle  (1994)